# 圣米歇尔德拉塔莱
圣米歇尔德拉塔莱（法語：Saint-Michel-de-l'Attalaye，發音：[sɛ̃ miʃɛl də latalaj]）是海地阿蒂博尼特省马默拉德区的市镇，总面积613.74平方千米，2015年人口150511。